# Tordenc d'ulleres
El tordenc d'ulleres (Turdoides gymnogenys) és un ocell de la família dels leiotríquids (Leiothrichidae).

## Hàbitat i distribució
Habita zones amb arbres i arbusts en zones àrides, al sud-oest d'Angola i nord-oest i nord de Namíbia.